# Jana Osterkampová
Jana Osterkampová (* 1977) je německá historička a profesorka dějin vzájemných vztahů mezi Německem a východní Evropou na univerzitě v Augsburgu (jmenována v dubnu 2023). Je rovněž vedoucí Bukovinského institutu v Augsburgu. Zaměřuje se na dějiny střední a východní Evropy. 
Vystudovala práva na Humboldtově univerzitě v Berlíně, absolvovala roku 2003. Titul Ph.D. získala roku 2007 na Právnické fakultě Univerzity Johanna Wolfganga Goetha ve Frankfurtu. V roce 2019 se habilitovala na Univerzitě Ludvíka Maxmiliána v Mnichově. Vědecky pracovala též v Institutu pro hospodářské a sociální dějiny Vídeňské univerzity, v Collegium Carolinum (výzkumný ústav pro dějiny Česka a Slovenska v Mnichově) a v Institutu Maxe Plancka pro evropské právní dějiny. Studovala i na Karlově univerzitě v Praze, během studií se naučila velmi dobře česky. Česky vystoupila i v pořadu Historie.cs v České televizi. V roce 2022 vyšla v nakladatelství Argo její monografie Řád v rozmanitosti. Dějiny federalismu v habsburské monarchii od doby předbřeznové do roku 1918.

### Monografie
- Verfassungsgerichtsbarkeit in der Tschechoslowakei (1920-1939). Verfassungsidee, Demokratieverständnis, Nationalitätenproblem. (2009)
- Vielfalt ordnen. Das föderale Europa der Habsburgermonarchie (2020)

### Česky
- Řád v rozmanitosti. Dějiny federalismu v habsburské monarchii od doby předbřeznové do roku 1918 (2022)